# Argyrophorodes luteivittalis
Argyrophorodes luteivittalis là một loài bướm đêm trong họ Crambidae.